# Forrabury and Minster
Forrabury and Minster – gmina (civil parish) w Anglii, w Kornwalii. Leży 87 km na północny wschód od miasta Penzance i 332 km na zachód od Londynu.